# 斯基恩氏腺
斯基恩氏腺（英語：Skene's glands），或譯史氏腺、小前庭腺、傍尿道腺。是在阴道前壁、尿道口下端附近有左右各一個開口的腺体。與男性的前列腺在胚胎发育上同源，有时又被稱作雌性的前列腺（female prostate）。和前列腺一样表达前列腺特异抗原和前列腺酸性磷酸酶。
斯基恩氏腺因美國婦科醫生亞歷山大·斯基恩而命名。此腺的功用未明，但它會分泌一種透明的液體（或称为一种“阴道黏液”），有时被指与潮吹（female ejaculation）現象有关——性高潮時所產生的特殊液體的來源。
造成滴虫性阴道炎的滴虫会藏身于此，导致局部治疗的效果不如口服药物。